# Lutzomyia conviti
Lutzomyia conviti är en tvåvingeart som beskrevs av Ramírez Pérez J., Martins A. V., Ramírez A. 1976. Lutzomyia conviti ingår i släktet Lutzomyia och familjen fjärilsmyggor. Inga underarter finns listade i Catalogue of Life.